# Blaukappenhäherling
Der Blaukappenhäherling (Pterorhinus courtoisi, Synonyme: Garrulax courtoisi, Ianthocincla courtoisi, Dryonastes courtoisi), auch als Chinesischer Gelbkehlhäherling oder Blaukronenhäherling bezeichnet, ist eine seltene, vom Aussterben bedrohte Vogelart aus der Familie der Häherlinge (Leiothrichidae). Er kommt in China vor. Das Artepitheton ehrt den französischen Missionar Père Louis Frédéric Courtois (1860–1929).

## Merkmale
Der Blaukappenhäherling erreicht eine Körperlänge von 24 bis 25 cm. Kappe und Nacken sind hellgrau mit blauer Tönung. Über der schwarzen, mit borstigen Federn durchsetzten Stirn verläuft eine helle kobaltblaue Linie. Der Mantel, die Schulterfedern, der Rücken und die Schirmfedern sind ocker-graubraun, die äußeren großen Handdecken und Außenfahnen der Steuerfedern sind hell bläulich-grau. Der Schwanz ist ocker-graubraun mit bläulich-grauer Basalhälfte und breiten schwarzbraunen Spitzen in der Mitte sowie breiten schwarzbraunen Subterminalflecken und weißlichen Spitzen an den Außenfedern.
Die Zügel, die untere Stirn, der Augenbrauenbereich bis hinter das Auge, die Ohrdecken, der obere Bartstreif und das Kinn sind glänzend schwarz. An der Kehle erfolgt ein scharfer Übergang zu einem Maisgelb, das am Rand zum schwarzen Kinn in eine weißliche Färbung übergeht. Die Brust, die Brustseiten und die Flanken sind grauoliv schattiert.
Die Bauchmitte ist weißlich-gelb. Die Schenkel sind grauweiß. Die Unterschwanzdecken sind weiß. Die Iris ist rötlich. Der Schnabel ist schwarz. Die Beine sind gräulich.
Der Blaukappenhäherling unterscheidet sich von dem sehr ähnlichen Gelbbauchhäherling (Pterorhinus galbanus) durch einen blaueren Oberkopf und Nacken, einen längeren und breiteren schwarzen Überaugenstreif (wodurch ein größerer schwarzer Fleck auf den Ohrdecken entsteht), ein dunkleres Braun auf der Oberseite, blaugraue Fransen der Handschwingen, eine graublauere basale Hälfte des Schwanzes und breitere weiße Schwanzspitzen sowie etwas längere Flügel. Die Geschlechter sind ähnlich. Die Jungtiere ähneln den adulten Vögeln, haben aber einen gelben Augenring, der in Gefangenschaft nach sechs Monaten verblasst.

## Unterarten und ihre Verbreitung
Früher wurden die beiden Unterarten Pterorhinus courtoisi courtoisi aus dem Kreis Wuyuan in der Provinz Jiangxi und Pterorhinus courtoisi simaoensis aus der Region von Simao in der Provinz Yunnan unterschieden. Letzteres Taxon gilt heute aufgrund fehlender signifikanter Unterschiede als Synonym für die Nominatform.

## Lebensraum
Der Blaukappenhäherling bewohnt gemischte immergrüne und laubabwerfende Wälder und Waldstücke sowie angrenzende buschige Gebiete. Auch in großen Baumgruppen in der Nähe menschlicher Siedlungen wurde er beobachtet.

## Wanderungen
Der Blaukappenhäherling verlässt in der Nichtbrutzeit von August bis März das Brutgebiet bei Wuyuan und wandert in Regionen, die bis heute nicht dokumentiert sind. Vermutlich unternimmt der Blaukappenhäherling Kurzstreckenzüge in die umliegenden Gebiete. Vier überwinternde Vögel wurden 2011 in Wuyuan unweit des Brutgebiets gefunden.

## Lebensweise
Die Nahrung des Blaukappenhäherlings umfasst wirbellose Tiere und Samen. Nestlinge werden hauptsächlich mit Insekten gefüttert. Die Nahrungssuche wird in Schwärmen von bis zu 40 oder mehr Tieren unternommen, wobei sich die Vögel am Boden und in Büschen oder Bäumen aufhalten. Auf dem Boden wendet der Blaukappenhäherling Laubstreu, Baumstämme sucht er nach Wirbellosen ab. Er geht auch sich zwischen belaubten Ästen auf Nahrungssuche, klammert sich an überhängendes Laub von Kletterpflanzen und sucht nach Insekten.
Der Blaukappenhäherling zieht zwischen April und Juli häufig zwei Bruten pro Saison auf. Dieser Vogel zeigt ein koloniales Brutverhalten, indem er mehrere Nester in einem begrenzten geografischen Gebiet simultan besetzt. In der Brutpflege beteiligen sich bis zu vier Individuen an der Aufzucht der Nestlinge, wobei mindestens drei von ihnen aktiv an der Fütterung der Küken beteiligt sind.
Die Nester sind als offene Schalen aus Zweigen und Gräsern konstruiert, die mit trockenen Gräsern ausgekleidet werden. Sie befinden sich in Wuchshöhen von 4 bis 15 Metern in hohen Bäumen, darunter der Formosa-Amberbaum (Liquidambar formosana) und der Kampferbaum (Cinnamomum camphora). In menschlicher Obhut bestehen die Gelege aus 3 bis 5 cremeweißen Eiern. Die Brutdauer beträgt etwa 14 Tage, gefolgt von einer Nestlingsperiode von 13 bis 16 Tagen.
Die Rotschnabelkitta (Urocissa erythrorhyncha), ein potenzieller Nesträuber, wird von der Brutgruppe aktiv aus der Nähe des Nests verjagt.

## Lautäußerungen
Schwärme erzeugen ein ständiges, aufgeregtes Krächzen sowie eine Vielzahl klarer, aber gedämpfter und wohlklingender nasaler Laute, die sich in unregelmäßigen Formen wie „piiuu“, „djuu“, „djoh“ oder „djew“ äußern. Darüber hinaus sind auch lautere Tonfolgen wie „djú'djú-djú'djú...“ hörbar.

## Status
Der Blaukappenhäherling wird in der IUCN Red List in der Kategorie „vom Aussterben bedroht“ (critically endangered) gelistet. Es existieren zwei geografisch isolierte Populationen dieser Art, von denen eine hauptsächlich im Gebiet um Wuyuan in der nordöstlichen Provinz Jiangxi, China, lokalisiert ist, wo der Blaukappenhäherling zwischen 1919 und 2000 als verschollen galt.
Die Vögel bewohnen Tieflandlandschaften, wobei sie häufig in der Nähe des Flusses Le’an anzutreffen sind. Die Nistplätze sind durch das Vorhandensein alter, erhöhter Baumvegetation gekennzeichnet. Alle bekannt gewordenen Standorte befinden sich in der Nähe menschlicher Siedlungen, von denen sich einer sogar in einer Kleinstadt befindet. Die geschätzte Gesamtpopulation an diesen Orten beläuft sich auf etwa 250 bis 280 Individuen.
An verschiedenen Orten in der Umgebung von Wuyuan wurden „kleine Schutzgebiete“ eingerichtet. In einigen Kolonien werden Störungen und Prädation durch Hörnchen (Sciuridae) vermutet, so dass dort Bekämpfungsmaßnahmen erforderlich sind, um Brutausfälle zu verhindern. Die zweite bekannte Population kam in Simao, Yunnan, vor und geht auf drei Exemplare zurück, die 1956 gesammelt wurden. Allerdings wurden alle Bäume am ursprünglichen Fundort abgeholzt, und Berichten von Dorfbewohnern zufolge wurde die Art in den 1990er Jahren, trotz ihrer Häufigkeit in den 1970er Jahren, nicht mehr gesichtet.
Mindestens zehn Suchaktionen in den Provinzen Yunnan und Guangxi in den Jahren 2002, 2004 sowie im Zeitraum 2005 bis 2009 verliefen erfolglos, um diese Population wiederzuentdecken. Ein bemerkenswerter Aspekt ist das Auftauchen dieser Art im europäischen und US-amerikanischen Vogelhandel in den Jahren 1988 und 1989. Individuen wurden von mehreren naturschutzorientierten Zoos und Vogelgärten im Vereinigten Königreich, den Niederlanden, Deutschland (darunter Haltungen in Berlin, Walsrode, Frankfurt, Dresden, Görlitz, Halle, Heidelberg, Köln, Leipzig, Schwerin, Stuttgart und Wuppertal), Frankreich und Italien erworben, wo sie im Rahmen von Konsortialvereinbarungen gezüchtet werden. Mitte 2012 betrug die Gesamtzahl 144 Individuen in 25 Sammlungen. In US-amerikanischen Zoos werden ebenfalls kleine Populationen (insgesamt 34 Individuen in neun Sammlungen im Jahr 2006) gehalten. Zudem existierten 2012 14 Exemplare in Vogelsammlungen in Hongkong.
Die Herkunft dieser gehandelten Vögel ist nicht bekannt, es gibt jedoch Hinweise darauf, dass sowohl Yunnan als auch Jiangxi betroffen sind, aber möglicherweise könnte es sich um eine unentdeckte Population handeln.
Der Populationsrückgang des Blaukappenhäherlings ist maßgeblich durch die Entnahme für den illegalen Vogelhandel bedingt. Zudem könnte die Urbanisierung und der Ausbau der Infrastruktur einen zusätzlichen Einfluss auf die Bestände haben. Während die Fortpflanzungsgebiete der Art hinreichend dokumentiert sind, bleibt die Kenntnis über die Aufenthaltsorte während der achtmonatigen Phase zwischen September und April unzureichend. Zudem sind die möglichen Bedrohungen, denen der Vogel in dieser Zeit ausgesetzt ist, noch nicht vollständig erforscht.